# Bertel Thorvaldsen
Bertel Thorvaldsen (dansko: [ˈpɛɐ̯tl̩ ˈtsʰɒːˌvælˀsn̩]), dansko-islandski kipar in medaljer,  * 19. november 1770, København, Danska, † 24. marec 1844, København.
Užival je mednarodno slavo in večino svojega življenja (1797–1838) preživel v Italiji. Thorvaldsen se je rodil v dansko-islandski družini delavskega razreda in je bil pri enajstih letih sprejet na Kraljevo dansko umetnostno akademijo. Thorvaldsen je delal s krajšim delovnim časom s svojim očetom, ki je bil rezbar v lesu, in je na akademiji osvojil številna priznanja in medalje. Dobil je štipendijo za potovanje v Rim in nadaljevanje izobraževanja.
V Rimu si je Thorvaldsen ustvaril ime kot kipar. Vzdrževal je veliko delavnico v mestu in delal v junaškem neoklasicističnem slogu. Njegovi pokrovitelji so prebivali po vsej Evropi.
Po vrnitvi na Dansko leta 1838 je bil Thorvaldsen sprejet kot narodni heroj. Thorvaldsenov muzej je bil postavljen za hrambo njegovih del poleg palače Kristijansborg. Thorvaldsen je pokopan na dvorišču muzeja. V svojem času so ga videli kot naslednika mojstra kiparja Antonia Canove. Med njegovimi bolj znanimi javnimi spomeniki sta kipa Nikolaja Kopernika in Józefa Poniatowskega v Varšavi; kip Maksimilijana I. v Münchnu in nagrobni spomenik papeža Pija VII., edino delo nekatolika v baziliki svetega Petra.

## Zgodnje življenje in izobraževanje
Thorvaldsen se je rodil v Københavnu leta 1770 (po nekaterih navedbah leta 1768), sin Gottskálka Þorvaldssona, Islandca, ki se je naselil na Danskem. Njegov oče je bil lesni rezbar v ladjedelnici, kjer je izdeloval okrasne rezbarije za velike ladje in je bil zgodnji vir vpliva na razvoj svojega sina Bertela kot kiparja in na njegovo izbiro poklica. Thorvaldsenova mati je bila Karen Dagnes (njen priimek se včasih omenja kot Grønlund), jutlandsko kmečko dekle. Njegovega rojstnega lista in krstnih zapisov niso nikoli našli, edini obstoječi zapis pa je njegova potrditev leta 1787. Thorvaldsen je trdil, da je potomec Snorrija Thorfinnssona, prvega Evropejca, rojenega v Ameriki.
Thorvaldsenovo otroštvo v Københavnu je bilo skromno. Njegov oče je imel navado piti, kar je upočasnilo njegovo kariero. Nič ni znanega o Thorvaldsenovem zgodnjem šolanju in morda se je v celoti šolal doma. Nikoli ni postal dober v pisanju in nikoli ni pridobil toliko znanja o likovni kulturi, kot se je od umetnika pričakovalo.
Leta 1781 je bil s pomočjo nekaj prijateljev enajstletni Thorvaldsen sprejet na Kraljevo dansko umetnostno akademijo v Københavnu (Det Kongelige Danske Kunstakademi), najprej kot risar, od leta 1786 pa v modelarsko šolo. Ponoči je pomagal očetu pri rezbarjenju lesa. Med njegovimi profesorji sta bila Nicolai Abildgaard in Johannes Wiedewelt, ki sta verjetno vplivala na njegov kasnejši neoklasicistični slog.
Na akademiji je bil za svoja dela zelo hvaljen. Leta 1793 je prejel več nagrad, od srebrne do zlate, za relief sv. Petra, ki zdravi pohabljenega berača. Posledično je prejel kraljevo štipendijo, ki mu je omogočila dokončanje študija v Rimu. Ko je 30. avgusta na fregati Thetis zapustil København, je januarja 1797 pristal v Palermu in odpotoval v Neapelj, kjer je en mesec študiral, preden je 8. marca 1797 odpotoval v Rim. Ker datum njegovega rojstva ni bil nikoli zabeležen, ta dan je do konca življenja praznoval kot svoj »rimski rojstni dan«.

## Kariera
V Rimu je živel na Via Sistina pred Španskimi stopnicami in imel svojo delavnico v hlevu palače Barberini. Pod okrilje ga je vzel Georg Zoëga, danski arheolog in numizmatik, ki je živel v Rimu. Zoëga se je zanimal za to, da je mladi Thorvaldsen pridobil spoštovanje do antične umetnosti. Kot pogost gost v Zoëgovi hiši je srečal Anno Mario von Uhden, rojeno Magnani. Delala je v Zoëgovi hiši kot služkinja in se poročila z nemškim arheologom. Postala je Thorvaldsenova ljubica in leta 1803 zapustila moža. Leta 1813 je rodila hčerko Eliso Thorvaldsen.
Thorvaldsen je študiral tudi pri drugem Dancu, Asmusu Jacobu Carstensu, katerega obravnavanje klasičnih tem je postalo vir navdiha. Thorvaldsenov prvi uspeh je bil model za kip Jazona; dokončan leta 1801 ga je zelo pohvalil Antonio Canova, najbolj priljubljen kipar v mestu. Toda delo se je prodajalo počasi in ko mu je zmanjkalo štipendije, je načrtoval vrnitev na Dansko. Leta 1803, ko naj bi zapustil Rim, je prejel naročilo za usmrtitev Jazona v marmorju od Thomasa Hopa, bogatega angleškega mecena umetnosti. Od takrat je bil Thorvaldsenov uspeh zagotovljen in Italije ni zapustil šestnajst let.
Marmorni Jazon je bil dokončan šele 25 let kasneje, saj je Thorvaldsen hitro postal zaposlen človek. Tudi leta 1803 je začel delati na Ahilu in Brizeji, svojem prvem reliefu s klasično temo. Leta 1804 je končal Ples muz v Helikonu in skupinski kip Kupida in Psihe ter druga pomembna zgodnja dela, kot so Apolon, Bahus in Ganimed. Leta 1805 je moral razširiti svojo delavnico in pridobiti pomoč več pomočnikov. Ti pomočniki so prevzeli večino rezanja marmorja, mojster pa se je omejil na izdelavo skic in zaključnih del. Adonisov kip, ki ga je naročil Ludvik I. Bavarski leta 1808 in dokončal leta 1832, je eno redkih del iz marmorja, izklesanih izključno z lastno roko Thorvaldsena, hkrati pa je eno od del, ki je najbližje antičnim grškim idealom.
Spomladi 1818 je Thorvaldsen zbolel in med okrevanjem ga je negovala škotska gospa Frances Mackenzie. Thorvaldsen jo je zasnubil 29. marca 1819, a je bila zaroka po enem mesecu preklicana. Thorvaldsen se je zaljubil v drugo žensko: Fanny Caspers. Razpet med Mackenziejevo in Anno Mario Von Uhden, materjo njegove hčerke Elise Sophie Carlotte von Uhden Thorvaldsen, Thorvaldsenu nikoli ni uspelo, da bi gospodična Caspers postala njegova žena.
Leta 1819 je obiskal rodno Dansko. Tu so mu naročili izdelavo ogromne serije kipov Kristusa in dvanajstih apostolov za obnovo stolnice Vor Frue Kirke (iz leta 1922, znane kot Københavnska stolnica) med letoma 1817 in 1829, potem ko je bila leta 1807 uničena v britanskem bombardiranju Københavna. Ti so bili izvedeni po njegovi vrnitvi v Rim in niso bili dokončani do leta 1838, ko se je Thorvaldsen vrnil s svojimi deli na Dansko, kjer so ga sprejeli kot heroja.

## Smrt
Proti koncu leta 1843 mu je bilo zaradi zdravstvenih razlogov prepovedano delati, a je ponovno začel delati januarja 1844. Njegova zadnja kompozicija z dne 24. marca je bila skica za kip duha s kredo na tabli. Ponoči je večerjal s svojima prijateljema Adamom Oehlenschlägerjem in H. C. Andersenom, o dokončanem muzeju pa naj bi rekel: »Zdaj lahko umrem, kadar koli je čas, ker je Bindesbøll dokončal mojo grobnico«.
Po obroku je odšel v kraljevo gledališče, kjer je nenadoma umrl zaradi srčnega infarkta. Velik del svojega premoženja je zapustil za gradnjo in obdaritev muzeja v Københavnu in zapustil navodila, naj ga napolnijo z vso njegovo zbirko umetniških del in modelov, zelo veliko zbirko, ki je bila razstavljena največjo možno prednost. Thorvaldsen je na lastno željo pokopan na dvorišču tega muzeja, pod rožno zemljo.

## Delo
Thorvaldsen je bil izjemen predstavnik neoklasicizma v kiparstvu. Pravzaprav so njegovo delo pogosto primerjali z delom Antonia Canove in postal je najpomembnejši umetnik na tem področju po Canovini smrti leta 1822. Poze in izrazi njegovih figur so veliko bolj togi in formalni kot pri Canovi. Thorvaldsen je utelešal slog klasične grške umetnosti bolj kot italijanski umetnik, verjel je, da lahko samo s posnemanjem klasičnih umetnin postaneš resnično velik umetnik.
Motive za svoja dela (reliefe, kipe in doprsne kipe) je črpal predvsem iz grške mitologije, pa tudi iz del klasične umetnosti in literature. Ustvaril je portrete pomembnih osebnosti, kot na primer njegov kip papeža Pija VII. Thorvaldsenov kip papeža Pija VII. je v Klementinski kapeli v Vatikanu, in je bil edini neitalijanski umetnik, ki mu je bilo kdaj naročeno delo. Ker je bil protestant in ne katoličan, mu cerkev ni dovolila podpisati svojega dela. To je privedlo do zgodbe o Thorvaldsenu, ki je izklesal svoj obraz na papeževa ramena, vendar bo vsaka primerjava med Thorvaldsenovim portretom in skulpturo pokazala, da je to samo domišljijska zgodba, zgrajena na nekaterih manjših podobnostih.
Njegova dela si lahko ogleda v mnogih evropskih državah, zlasti v Thorvaldsenovem muzeju v Københavnu, kjer je na notranjem dvorišču njegova grobnica. Thorvaldsenov je kip leva (1819) je v Luzernu v Švici. Ta spomenik obeležuje žrtvovanje več kot šeststo švicarskih gardistov, ki so med francosko revolucijo umrli pri obrambi Tuilerije. Spomenik prikazuje umirajočega leva, ki leži na razbitih simbolih francoske monarhije.
Thorvaldsen je izdelal nekaj osupljivih in privlačnih kipov zgodovinskih osebnosti, vključno z dvema v Varšavi na Poljskem: konjeniški kip princa Józefa Poniatowskega, ki zdaj stoji pred predsedniško palačo; in sedeči Nikolaj Kopernik pred stavbo Poljske akademije znanosti - oba sta na Krakovskem Przedmieście v Varšavi. Replika Kopernikovega kipa je bila ulita v bron in postavljena leta 1973 na chicaško jezersko obalo vzdolž ulice Solidarity Drive v mestnem muzejskem kampusu. Kip Johannesa Gutenberga, delo Thorvaldsena, si lahko ogleda v Mainzu v Nemčiji.

## Muzeji in zbirke
Thorvaldsenov muzej je muzej v Københavnu na Danskem, kjer so razstavljena dela Bertela Thorvaldsena. Muzej je na majhnem otoku Slotsholmen v središču mesta poleg palače Kristijansborg. Ta stavba, ki jo je zasnoval Michael Gottlieb Bindesbøll, je bila zgrajena iz javnih zbirk leta 1837. Muzej prikazuje zbirko umetnikovih del v marmorju in mavcu, vključno z originalnimi mavčnimi modeli, ki so bili uporabljeni pri izdelavi kipov in reliefov iz litega brona in marmorja, kopije tistih del, ki so na ogled v muzejih, cerkvah in na drugih lokacijah po svetu.
V muzeju je tudi osebna zbirka slik, grških in rimskih kipov, risb in grafik Bertela Thorvaldsena, ki jih je umetnik zbiral v času svojega življenja, pa tudi osebne stvari, ki jih je uporabljal pri svojem delu in vsakdanjem življenju.
Zunaj Evrope je Thorvaldsen manj znan. Vendar pa je leta 1896 pisec ameriških učbenikov zapisal, da je njegov kip vstalega Kristusa, običajno imenovan Thorvaldsenov Kristus (ustvarjen za Vor Frue Kirke), »štejen za najpopolnejši kip Kristusa na svetu«. Kip je pozval člane Cerkve Jezusa Kristusa svetih iz poslednjih dni (Cerkev LDS) in 3,4 m veliko repliko so postavili na Temple Square v Salt Lake Cityju v Utahu. Obstaja tudi replika tega kipa v centrih za obiskovalce, povezanih s templji Cerkve LDS v Mesi, Arizoni, Laieju, Havajih, México Cityju, Los Angelesu, Kaliforniji, Portlandu, Oregonu, Washingtonu, Hamiltonu, Novi Zelandiji in São Paulu, Brazilija, skupaj s centri za obiskovalce v Independenceu v Missouriju in Nauvooju v Illinoisu. Kristus je tudi značilnost centra za obiskovalce, povezanega s cerkvenim templjem Rim Italija, kjer je prikazan poleg Thorvaldsenovih kipov dvanajstih apostolov, prav tako iz Vor Frue Kirke. V pariškem francoskem templju je zunanji element, postavljen na dvorišču. Poleg tega je Cerkev LDS v zgodovini uporabljala podobe kipa v uradnih cerkvenih medijih, pri čemer se je to povečalo z njegovo uporabo kot uradnega simbola, od aprila 2020.
Dodatne replike Kristusa vključujejo repliko v polni velikosti v bolnišnici Johns Hopkins v Baltimoru v Marylandu znotraj njene ikonične kupole in kopijo v polni velikosti v bronu na parceli družine Ben H. Powell III. na pokopališču Oakwood v Huntsvillu, Teksas kot spomenik Powellovemu sinu Rawleyju.
Thorvaldsenov Kristus so v Lego poustvarili župljani švedske protestantske cerkve v Västeråsu in ga razkrili na velikonočno nedeljo 2009.
Thorvaldsenovo primarno mojstrstvo je bil njegov občutek za ritem linij in gibov. Skoraj vse njegove skulpture si je mogoče ogledati iz katerega koli izbranega kota, ne da bi pri tem ogrozili njihov učinek. Poleg tega je imel sposobnost delati v monumentalni velikosti. Thorvaldsenov klasicizem je bil strog; kljub temu so njegovi sodobniki videli njegovo umetnost kot ideal, čeprav je umetnost pozneje ubrala nove smeri. Bronasta kopija Thorvaldsenovega avtoportreta stoji v Centralnem parku v New Yorku blizu vhoda na East 97 Street.

## Galerija: Thorvaldsenova dela
- Kipi Bertela Thorvaldsena
- Kristus, Københavnska stolnica. Kopije obstajajo po vsem svetu.
- Kristus osnutek (razbarvan zaradi kamina v kiparski sobi), Thorvaldsenov muzej
- Krstilnik, Københavnska stolnica
- Jazon z zlatim runom, prva Thorvaldsenova mojstrovina
- Ganimed hrani Zevsa kot orla, Thorvaldsenov muzej
- Venera z jabolkom
- Plesalka
- Nagrobni spomenik papeža Pija VII., bazilika svetega Petra, Rim
- Thorvaldsenov Lev
- Spomenik Nikolaju Koperniku, Varšava
- Spomenik knezu Józefu Poniatowskemu, Varšava
- Kip Leva, Luzern
- Sir Walter Scott, Bertel Thorvaldsen
- Verjetno Lady Georgiana Bingham, izrezljano c. 1821-1824, Narodna galerija umetnosti